# Эбихара, Хироюки
Хироюки Эбихара (яп. 海老原 博幸), 26 марта 1940, Токио, Япония - 20 апреля 1991, Токио, Япония) — японский боксёр-профессионал, выступавший в наилегчайшей (Flyweight) весовой категории. Чемпион мира по версии ВБА (WBA).